# Тварини Біблії
Тварини Біблії — тварини, що згадуються у тексті Біблії. Ідентифікація ряду звірів, їхня назви та особливості є дискусійним питанням перекладу оригінального тексту Біблії на різні мови.

## Тварини Біблії, що вміють говорити

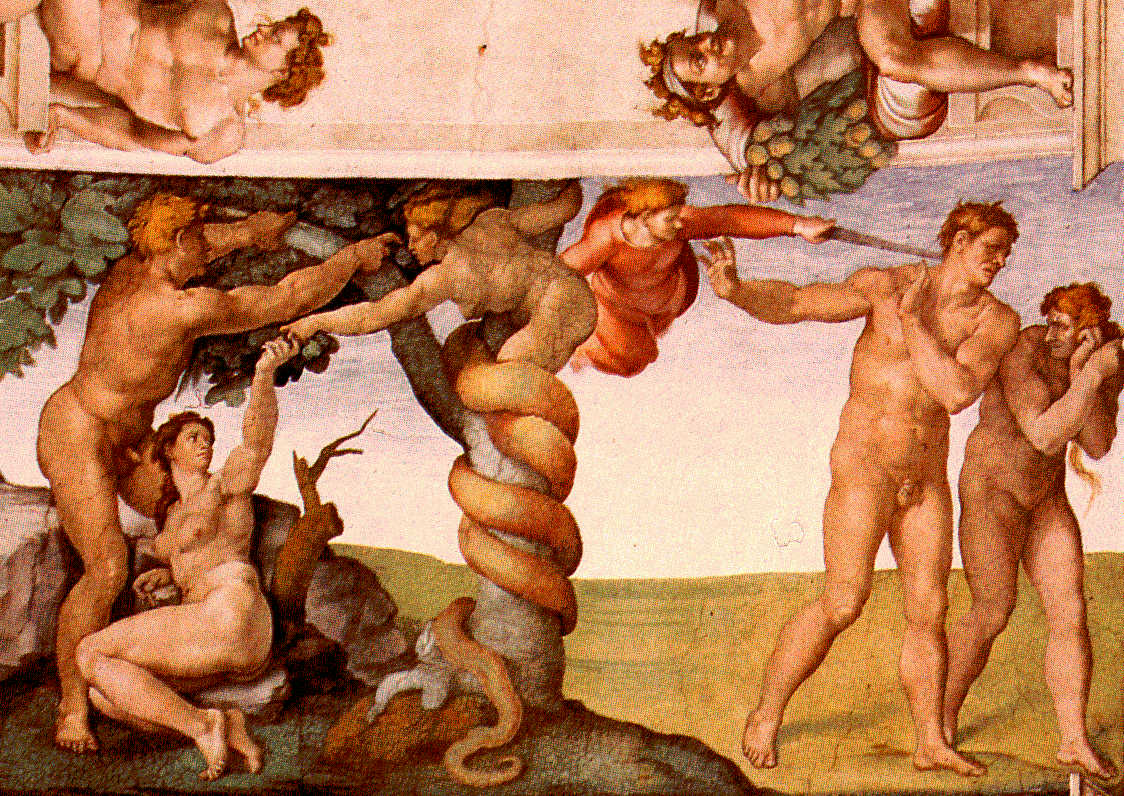
Мікеланджело. Гріхопадіння Адама і Єви. Фрагмент розпису Сікстинської капели, 1508 — 1512 рр..

- Змія (івр. נחש) — перша тварина, що з'являється в Старому Завіті. Змій був спокусником Єви і привів прабатьків людей до гріхопадінню та вигнання з раю.

|  | Змій був хитріший над усю звірину, яку Господь Бог. І сказав змій до жінки: Чи Бог наказав: Не їжте з усякого дерева раю ? І сказала жінка змієві: З плодів дерева раю ми можемо їсти, тільки плодів дерева, що в середині раю, сказав Бог, не їжте їх і не торкайтеся до них, щоб вам не померти. І сказав змій до жінки: ні, не помрете, але знає Бог, що в день, в який ви їсти, ваші очі ваші, і ви будете, як боги, знаючи добро і зло.1 М. 3:1-5 |

|  | І сказав Господь Бог змієві: за те, що ти зробив це, проклятий ти перед усіма худобу, і над усю звірину польову ти будеш ходити на утробі твоїй, і порох ти їстимеш у всі дні свойого життя і ворожнечу покладу між тобою й між жінкою, між насінням твоїм і насінням її воно буде вражати тебе в голову, а ти будеш жалити його в п'яту1 М. 3:14—15 |

- Валаамова ослиця (івр. אתון) — ослиця пророка Валаама, на якій він їхав до царя Моава Балака, щоб проклясти ізраїльтян.

|  | І побачила ослиця Господнього Ангола, що стоїть на дорозі з оголеним мечем у руці, і збочила ослиця з дороги, і пішла полем, а Валаам ударив ослицю, щоб збочила на дорогу. І став Ангол Господній на стежці виноградників, [ де] з одного боку стіна і з іншого боку стіна. Ослиця, побачивши ангела Господнього, притулилася до стіни і притиснула до стіни Валаамову ногу, і він знову став бити її. Ангел Господній знов перейшов, і став у тісному місці, де нема дороги збочити ні праворуч, ні ліворуч. Ослиця, побачивши Ангела Господнього, лягла під Валаамом. І запалився гнів Валаама, і він ударив ослицю києм. І відкрив Господь уста ослиці, і сказала вона до Валаама: Що я зробила тобі, що ти б'єш мене ось уже третій раз? Валаам сказав ослиці: за те, що ти посварилася з мене; якби в мене в руці був меч, то тепер я забив би тебе. І сказала ослиця до Валаама: Чи не я то твоя ослиця, на якій ти їздив спочатку до цього дня? чи мала я звичку так чинити з тобою ? Він сказав: ні. І відкрив Господь очі Валаама, і побачив він Господнього Ангола, стоїть на дорозі з оголеним мечем у руці, і схилився він, і впав на обличчя своє. І сказав йому Ангел Господній: Нащо ти вдарив ослицю свою оце тричі? Я вийшов, щоб перешкодити [тобі], оскільки шлях [ твій] не прав переді Мною, і ослиця, побачивши мене, збочила від Мене ось уже три рази, якщо б вона не збочила була перед лицем моїм, то тепер я й забив би тебе, а її залишив би живою.4 М. 22:23 — 33 |

## Загадкові й міфічні істоти

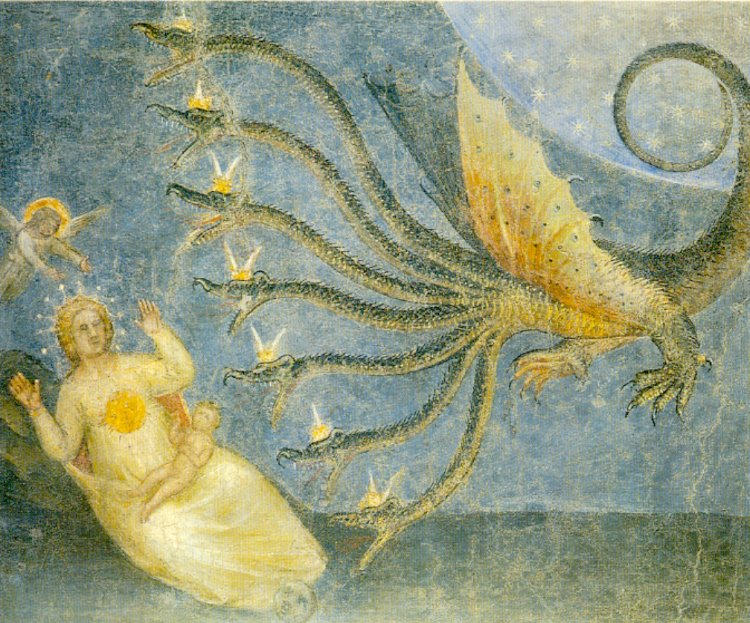
Дракон і Жінка, зодягнена в сонце (Одкровення Іоанна Богослова, гл. 12)

У Біблії згадуються істоти, ідентифікація яких утруднена або неможлива при сучасному рівні розвитку науки. Використовувані перекладачами слова, що позначають цих тварин, іноді збігаються з назвами міфічних істот  (дракони, єдинороги тощо).
- Бегемот — Біблійне слово «бегемот» було присвоєно відомому нині під цим ім'ям ссавцю в XIX столітті.
- Змій — в Пс.алтиря говориться про полонення євреїв в Єгипті, який образно названий «землею драконів» (Пс. 43:20).[1] У Старому Завіті «дракони» алегорично використовуються для опису отрути: «вино їх отрута і гадюча отрута зміїна» (5 М. 32:33). В книзі Даниїла міститься розповідь про те, як у Вавилоні Данило грудкою зі смоли, жиру і волосся умертвив «дракона» в храмі (Дан. 14:23 —  28). Найчастіше дракон згадується в книзі Одкровення Іоанна Богослова (Об. 12— 13, 16:13, 20:2, див. Звір Апокаліпсису).
- Єдиноріг — алегорично використано для опису швидкості дії Бога: Бог вивів їх з Єгипту, швидкість єдинорога у нього;[[|4М]] 23:22. Те ж слово перекладається і як дикий буйвіл (івр. רְאֵם).
- Левіафан — морське чудовисько (івр. לווייתן) з  Книги Йова (Йов 40:20 —  41:26, Йов 7:12).

## Кари тваринами
- Десять кар єгипетських (нашестя жаб, навала мошки, нашестя диких звірів, нашестя сарани)
- Damnatio ad bestias#Сприйняття смерті від звірів у релігії
- Вбивство 42 дітей двома ведмедицями: {{Цитата|І пішов він звідти до Бет-Ел. Коли він ішов дорогою, малі діти вийшли з міста і насміхалися над ним і говорили йому: Ходи, лисий ! Ходи, лисий ! Він оглянувся і побачив їх і прокляв їх ім'ям Господнім. І вийшли дві ведмедиці з лісу, і розірвали з них сорок дві дитини.{{|Біблія|2 Цар.|2:23|-24}}

}}

## Скульптури тварин
- Золотий телець
- Мідний змій

## Птахи в Біблії
Птахи в Біблії служили джерелом їжі (на них полював Іс.ав), деякі види птахів були заборонені до споживання. Також птахів приносили в жертву. Нерідко птахи відіграють символічну роль.
- Горобець Лк. 12:6-7

Але навіть волосся вам на голові пораховане все. Не бійтесь: вартніші ви за багатьох горобців!
Чи ж не п'ять горобців продають за два гроші? Та проте перед Богом із них ні один не забутий.
Мт. 10:31 
Отож, не лякайтесь, бо вартніші ви за багатьох горобців.
Мт. 10:29 
Чи не два горобці продаються за гріш? А на землю із них ні один не впаде без волі Отця вашого.
- Ворон Соф. 2:14

І будуть лежати серед неї стада, усяка польова звірина, і пелікан, і їжак будуть ночувати на мистецьких прикрасах її, сова буде кричати в вікні, на порозі ворона, бо віддерто кедрину його.
Іс. 34:11
І посяде його пелікан та їжак, і перебуватимуть в ньому сова та ворона, і над ним Він розтягне мірильного шнура спустошення та виска знищення…
Пс.  5:11
Голова його щиреє золото, його кучері пальмове віття, чорні, як ворон…
Пс. 146:9
худобі дає її корм, воронятам чого вони кличуть!
- Голуб Ів. 2:16

І сказав продавцям голубів: Заберіть оце звідси, і не робіть із дому Отця Мого дому торгового!
Ів. 2:14
І знайшов Він, що продавали у храмі волів, і овець, і голубів, та сиділи міняльники.
Ів. 1:32
І свідчив Іван, промовляючи: Бачив я Духа, що сходив, як голуб, із неба, та зоставався на Ньому.
Лк. 3:22
і Дух Святий злинув на Нього в тілесному вигляді, як голуб, і голос із неба почувся, що мовив: Ти Син Мій Улюблений, що Я вподобав Тебе!
Лк. 2:24
і щоб жертву скласти, як у Законі Господньому сказано, пару горличат або двоє голубенят.
Мр. 11:15 
І прийшли вони в Єрусалим. А як Він у храм увійшов, то став виганяти продавців і покупців у храмі, і поперевертав столи грошомінам та ослони продавцям голубів.
Мр. 1:10 
І зараз, коли Він виходив із води, то побачив Іван небо розкрите, і Духа, як голуба, що сходив на Нього.
Мт. 21:12  
Потому Ісус увійшов у храм Божий, і вигнав усіх продавців і покупців у храмі, і поперевертав грошомінам столи, та ослони продавцям голубів.
Мт. 10:16  
Оце посилаю Я вас, як овець між вовки. Будьте ж мудрі, як змії, і невинні, як голубки.
Мт. 3:16  
І охристившись Ісус, зараз вийшов із води. І ось небо розкрилось, і побачив Іван Духа Божого, що спускався, як голуб, і сходив на Нього.
Наум 2:8
І постановлено: буде оголена, відведеться в полон, а рабині її голоситимуть, мов ті голубки, що воркують на персах своїх.
Ос. 11:11
Вони прийдуть в тремтінні, як птах із Єгипту, і як голуб із краю Ашшура, і Я посаджу їх по їхніх домах, говорить Господь.
Ос. 7:11
А Єфрем став, як голуб, нерозумний, немудрий: закликають в Єгипет, а йдуть в Ассирію.
Єз. 7:16   
І врятовані з них повтікають, і будуть на горах, немов голуби із долин, всі будуть стогнати, кожен за гріх свій…
Плач  48:28  
Покиньте міста, й пробувайте на скелі, мешканці Моава, і будьте, немов та голубка, що над країм безодні гніздиться!
Іс.  60:8 
Хто вони, що летять, як та хмара, і немов голуби до своїх голубників?
Іс.  59:11 
Усі ми ревемо, як ведмеді, і мов голуби ті постійно воркочемо, чекаємо права й немає, спасіння й від нас віддалилось воно…
Іс.  38:14 
Пищу я, мов ластівка чи журавель, воркочу, мов той голуб; заниділи очі мої, визираючи до високости… Господи, причавлений я, поручися за мене!
Пісн.  6:9 
та єдина вона ця голубка моя, моя чиста! У неньки своєї вона одиначка, обрана вона у своєї родительки! Як бачили дочки Сіону її, то щасливою звали її, цариці й наложниці то вихваляли її:
Пісн.  5:12 
Його очі немов голубки над джерелами водними, у молоці повимивані, що над повним струмком посідали!
Пісн.  5:2 
Я сплю, моє ж серце чуває… Ось голос мого коханого!… Стукає… Відчини мені, сестро моя, о моя ти подруженько, голубко моя, моя чиста, бо росою покрилася вся моя голова, мої кучері краплями ночі!…
Пісн.  4:1
Яка ти прекрасна, моя ти подруженько, яка ти хороша! Твої оченятка, немов ті голубки, глядять з-за серпанку твого! Твої коси немов стадо кіз, що хвилями сходять з гори Гілеадської!
Пісн.  2:14
Голубко моя у розщілинах скельних, у бескіднім сховку, дай побачити мені твоє личко, дай почути мені голосок твій, бо голос твій милий, а личко твоє уродливе!
Пс.  1:15
Яка ти прекрасна, моя ти подруженько, яка ти хороша! Твої очі немов голубині!
Пс.  67:14
Коли ви спочиваєте між обійстями то крила голубки покриті сріблом, а пера її зеленкавістю золота.
Пс.  55:1
Для дириґента хору. На «Німа голубка вдалечині». Золотий Давидів псалом, коли филистимляни захопили були його в Гаті.
Пс.  54:7
казав я: Коли б я мав крила, немов та голубка, то я полетів би й спочив!
2 Цар.  6:25
І був великий голод у Самарії. І ось ті облягали їх, а осляча голова коштувала вісімдесят шеклів срібла, а чвертка каву голубиного помету п'ять шеклів срібла.
4 М. 6:10
А восьмого дня він принесе дві горлиці або двоє голубенят до священика до входу скинії заповіту.
3 М. 15:29
А восьмого дня візьме собі дві горлиці, або двоє голубенят, та й принесе їх до священика до входу скинії заповіту.
3 М. 15:14
А восьмого дня він візьме собі дві горлиці або двоє голубенят, та й прийде перед лице Господнє до входу скинії заповіту, і дасть їх священикові.
3 М. 14:30
І він спорядить одну з горлиць або з голубенят із того, на що спроможна рука його,
3 М. 14:22
та дві горлиці або двоє голубенят, на що спроможна рука його, і буде одне жертва за гріх, а одне цілопалення.
3 М. 12:8
А коли рука її не спроможеться на ягня, то візьме вона дві горлиці або двоє голубенят, одне на цілопалення й одне на жертву за гріх, й очистить її священик, і вона стане чиста.
3 М. 12:16
А по виповненні днів очищення її за сина або за дочку, принесе вона однорічне ягня на цілопалення, та голубеня або горлицю на жертву за гріх, до входу скинії заповіту до священика.
3 М. 5:11
А якщо він не спроможний на дві горлиці або на двоє голубенят, то принесе в жертву свою за те, чим згрішив, десяту частину ефи пшеничного борошна на жертву за гріх, не докладе до неї оливи й не дасть на неї ладану, бо вона жертва за гріх.
3 М. 5:7
А якщо рука його не спроможна на ягня, то принесе в жертву за провину свою, що згрішив він, дві горлиці або двоє голубенят Господеві, одне на жертву за гріх, а одне на цілопалення.
3 М. 1:14
А якщо цілопалення його жертва для Господа з птаства, то нехай з горлиць або з голубенят принесе жертву свою. 
 1 М.  15:-9
Він же промовив до нього: Візьми трилітнє теля, і трилітню козу, і трилітнього барана, і горлицю, і пташеня голубине.
 1 М.  8:8-12
І послав він від себе голубку, щоб побачити, чи не спала вода з-над землі.
Та не знайшла та голубка місця спочинку для стопи своєї ноги, і вернулась до нього до ковчегу, бо стояла вода на поверхні всієї землі. І вистромив руку, і взяв він її, та й до себе в ковчег упустив її.
І він зачекав іще других сім день, і знову з ковчегу голубку послав.
І голубка вернулась до нього вечірнього часу, і ось у неї в дзюбку лист оливковий зірваний. І довідався Ной, що спала вода з-над землі.
І він зачекав іще других сім день, і голубку послав. І вже більше до нього вона не вернулась.
- Гриф ( 3 М.   11:13)
- Ібіс ( 5 М.   14:16)
- Шуліка ( 5 М.   14:13)
- Кречет ( 5 М.   14:13)
- Ластівка ( Пр.   26:2,  Плач   8:7,  Іс.  38:14,  Пс.  83:4)
- Лебідь ( 5 М.   14:16)
- Орел ( 5 М.   14:12,  Йов   39:27)
- Павич ( Йов   39:13, 3 Цар. 10:22, 2 Хр. 9:21)
- Пелікан ( 5 М.   14:17)
- Квак ( 5 М.   14:17)
- Сова ( 5 М.   14:15)
- Страус ( 5 М.   14:15)
- Одуд ( 5 М.   14:18)
- Пугач ( 5 М.   14:16)
- Чапля ( 5 М.   14:18)
- Чайка ( 5 М.   14:15)
- Яструб ( 5 М.   14:15,  Йов   39:26)

## Решта тварин Біблії
Б
- Бик ( 1 М.   12:16,  34:28,  Йов   1:3 , 14,  42:12)
- Буйвіл ( 1 М.   41:18)

В
- Ведмідь ( 1 Цар.   17:34 37,  2 Цар.   2:24)
- Верблюд ( 1 М.  24:61,  31:17,  37:25,  1 Цар.   30 : 17,  Іс.   21:7,  21:7)
- Вівця ( 2 М.  29:38-42,  4 М.   28:9  11,  3 М.   9:3,  3 М.  12:5,  3 М.   14:10-25,  3 М.   23:18-20,  1 Хр.   29:21 ,  2 Хр.   29:21)
- Вовк ( 1 М.   49:27). Опис вовка —  Єр.   5:6,  Ав.   1:8,  Соф.   3:3,  Єз.   22:27 ,  Мт.   7:15,  10:16,  Дії   20:29.

Ї
- Їжак ( 3 М.   11:30)

Ж
- Жаба ( 2 М.  8:2  -14,  Пс.   78:45,  105:30,  Об.   16:13)

З
- Заєць ( 3 М.   11:6,  5 М.   14:7). У біблійних установленнях щодо дозволених для споживання тварин сказано, що не можна їсти "зайця, бо він жує жуйку, та копит не має, нечистий він для вас"  3 М.   11:6. В оригіналі — івр. וְאֶת - הָאַרְנֶבֶת כִּי - מַעֲלַת גֵּרָה הִוא וּפַרְסָה לֹא הִפְרִיסָה טְמֵאָה הִוא לָכֶם. Слово «парса» (івр. פרסה) може перекладатися як «копито, нога, підкова, величина стопи людини, підошва», тож цю фразу іноді розуміють лише як вказівку на те, що заєць не відноситься до парнокопитних.[2]

К
- Кажан ( 3 М.   11:19,  5 М.   14:18)
- Кінь ( Іс.   28:28,  Йов   39:19  -25).
- Коза ( 1 М.   15:9,  30:35,  31:38,  2 М.  12 : 5,  3 М.   4:23,  4 М.  28:15)
- Корова ( 3 М.   22:28,  2 М.  23:19,  5 М.   22:6- 7)

Л
- Леопард ( Іс.  11:6,  Євр.  5:6,  13:23,  Ав.   1 : 8,  Дан.   7:6,  Об.   13:2)
- Лисиця ( Єз.   13:4,  Лк.   13:32,  Суд.   15:4  -5)

М
- Мавпа (лат. Simia —  2 Цар.   10:22).

О
- Осел ( 1 М.   12:16,  45:23,  4 М.  22:23,  1 Цар.   9 : 3,  1 М.   49:14, Матв. 21 : 2, 7)

Р
- Риби ( 1 М.   9:2,  4 М.  11:22-28),  Пс.   148:7)

С
- Собака ( 1 Цар.   14:11,  16:4, , 23,  22:38,  Пс.   59:6 , 14)
- Слон — В Біблії, як і в поемах Гомер а, не згадується слон як тварина, але згадується слонова кістка ( Об.   18:12,  2 Цар.   10:22,  2 Хр.   9:21)

Т
- Тритон (нім. Molch —  3 М.   11:30)

Я
- Ящірка ( 3 М.   11:30)